# Hille-Werke
Hille-Werke AG war ein deutscher Hersteller von Motoren, Automobilen und Nutzfahrzeugen. Ab den 1930er Jahren wurden bis 1945 Werkzeugmaschinen hergestellt.

## Unternehmensgeschichte

Aktie über 100 RM der Hille-Werke AG vom Februar 1935

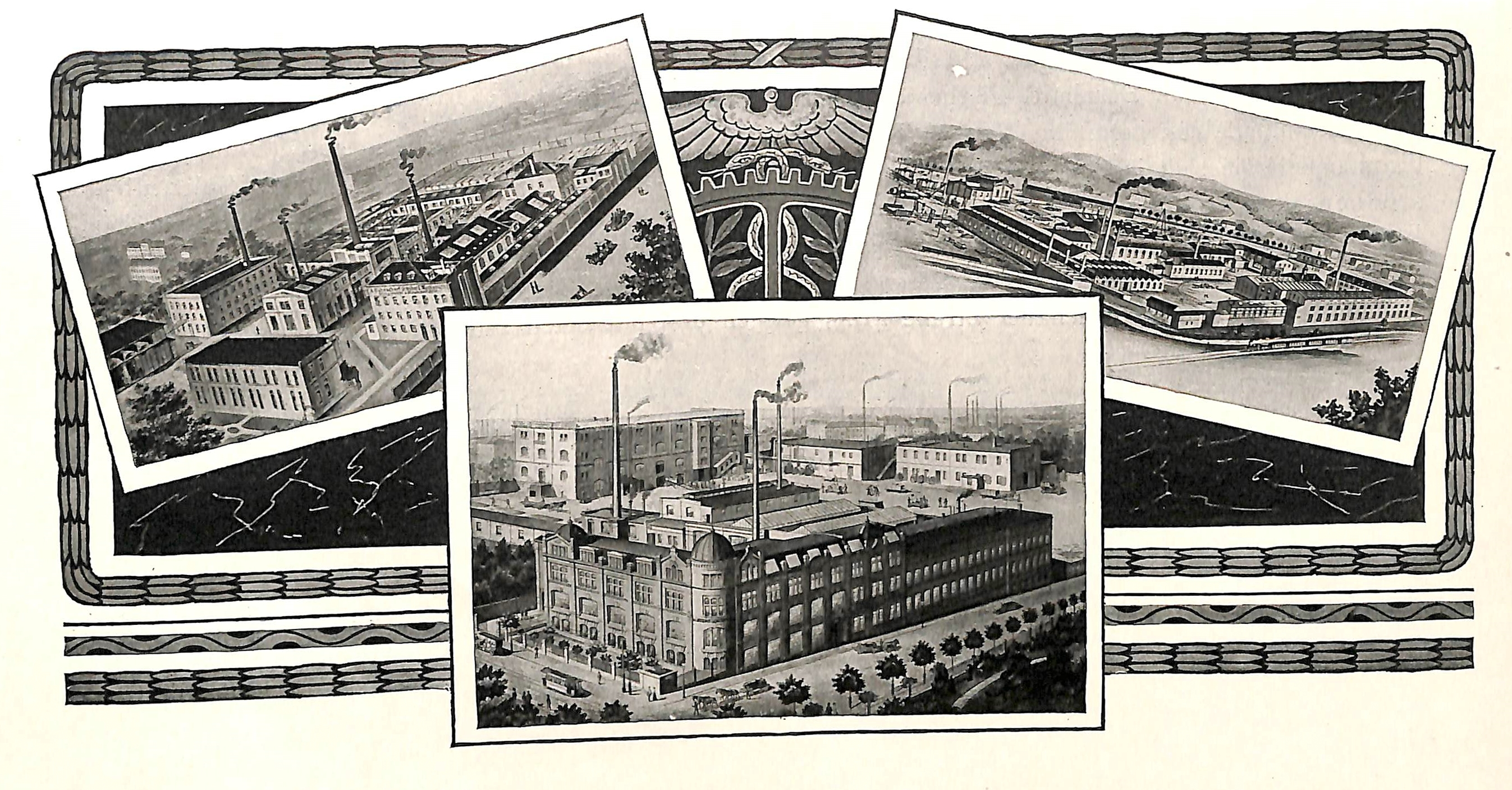
Die Betriebsteile der Gasmotorenfabrik Dresden (1913)

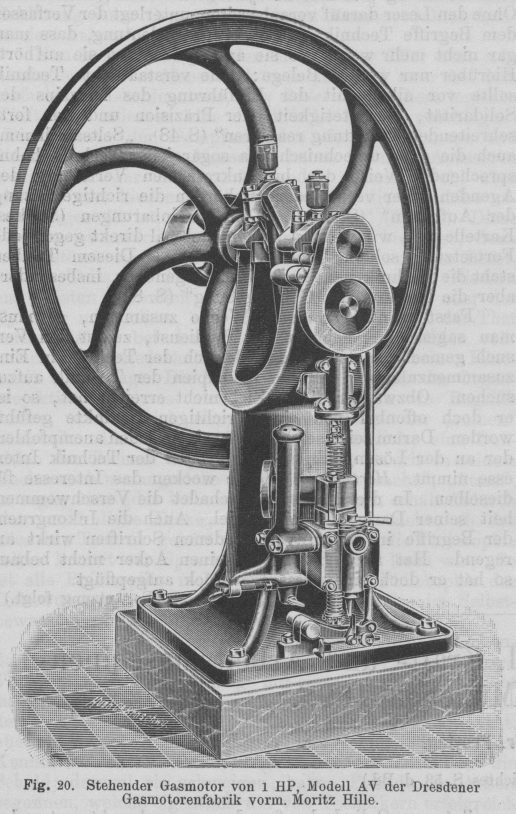
Stehender Hille-Gasmotor, präsentiert auf der II. Kraft- und Arbeitsmaschinen-Ausstellung zu München 1898

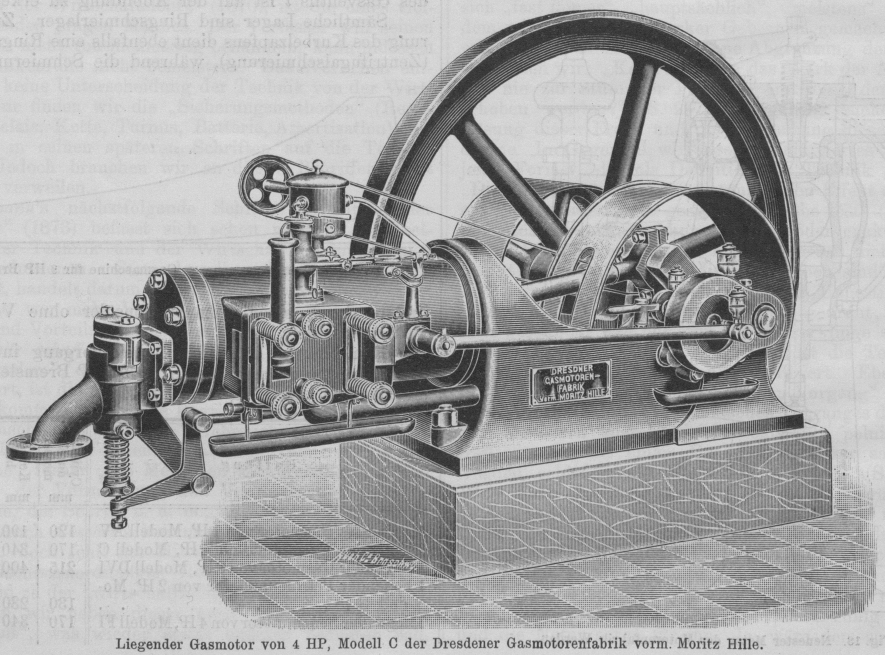
Liegender Hille-Gasmotor

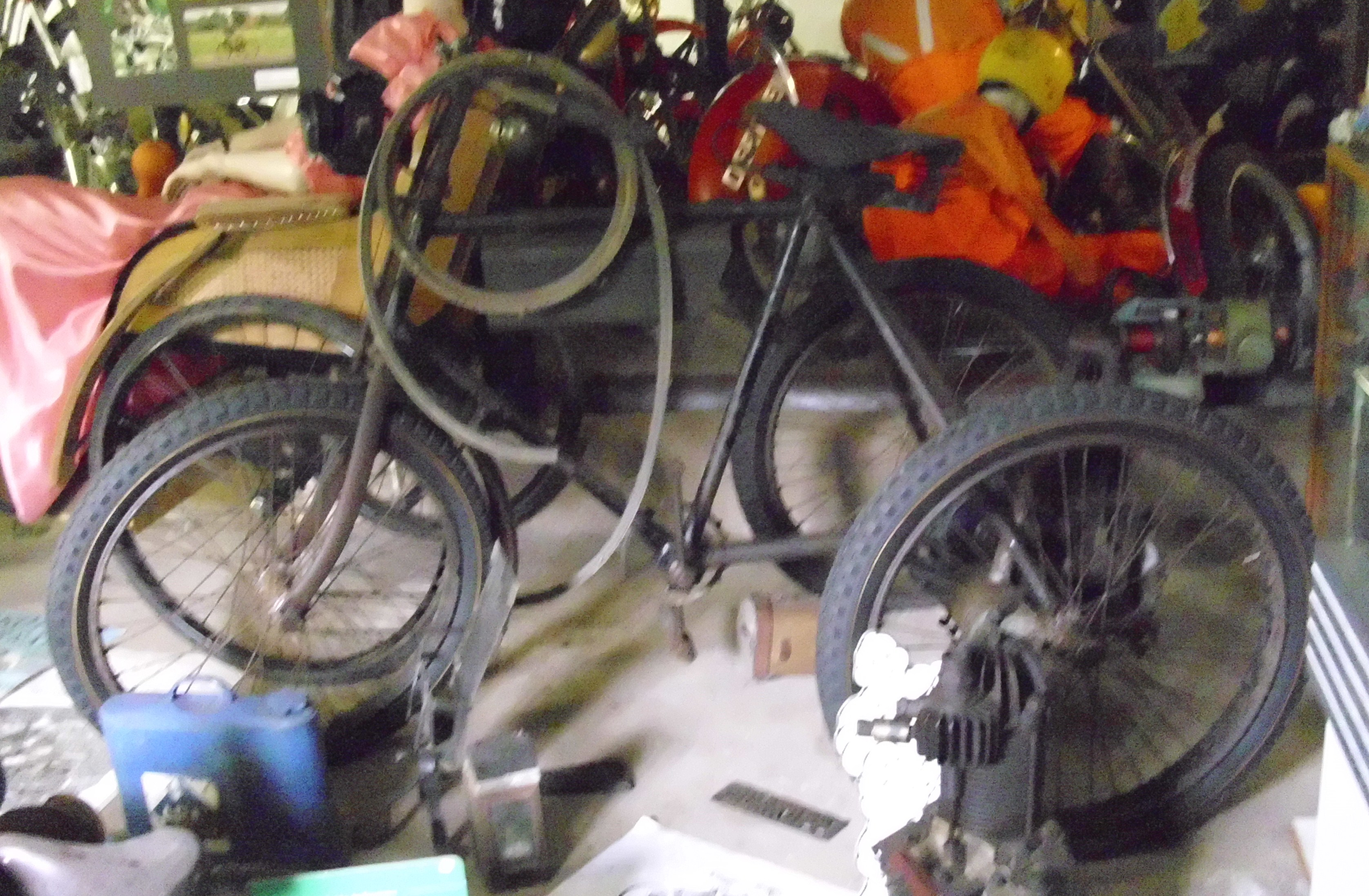
Hille-Motordreirad von 1898 im Motorradmuseum Heiner Beckmann

Im Jahr 1884 wurde in Dresden das Unternehmen Moritz Hille Gasmotoren- und Maschinenfabrik bzw. Dresdner Gasmotorenfabrik Moritz Hille gegründet. 1892 erfolgte die Umfirmierung in Dresdner Gasmotoren-Fabrik vorm. Moritz Hille und die Umwandlung in eine Aktiengesellschaft. 1898 begann die Produktion von Automobilen. Der Markenname lautete Hille. 1900 endete die Personenwagenproduktion, dafür entstanden später Nutzfahrzeuge. Eine weitere Umfirmierung erfolgte am 24. April 1918 in Hille-Werke AG. 1926 endete die Nutzfahrzeugproduktion.
Die Firma zog 1929 in das Gewerbegebiet Dresden-Reick auf die Otto-Mohr-Straße 15.
Nach Ende des Zweiten Weltkriegs wurde die Firma in Volkseigentum überführt und hieß VEB Hille-Werke Dresden im VVB Werkzeugmaschinen und Werkzeuge (WMW). 1962 schloss das Unternehmen. Am gleichen Ort (Otto-Mohr-Straße 15 – Postanschrift: Reicker Straße 103a) in Dresden-Reick existierte weiterhin eine Produktion von Feinwerktechnik, später war hier der Betrieb VEB SME (Sondermaschinen Elektrotechnik) beheimatet. Dieser ging in einen Betriebsteil des VEB Elektromat Dresden (seit 1980 Zentrum für Forschung und Technologie Mikroelektronik) über und es wurden technologische Sonderausrüstungen für die Produktion mikroelektronischer Bauelemente hergestellt.

## Fahrzeuge

### Automobile
Die von 1898 bis 1900 produzierten Fahrzeuge waren Dreiräder. Sie ähnelten den De-Dion-Bouton-Motordreirädern. Für den Antrieb sorgte ein Einzylindermotor mit 1,25 PS Leistung.
Hille präsentierte auf der Motorwagen-Ausstellung, die vom 17. bis zum 24. September 1898 in Düsseldorf stattfand, ein solches Motordreirad. Der Motor leistete annähernd 2 PS. Das Fahrzeug wog 80 kg. Die Höchstgeschwindigkeit war mit 40 km/h angegeben.
Ein Fahrzeug nahm 1898 erfolgreich an der Fernfahrt von Berlin nach Leipzig und zurück teil.

### Nutzfahrzeuge
Die ab 1911 produzierten Nutzfahrzeuge entstanden nach Plänen von Joseph Vollmer. Die Nutzlast betrug 2,5 bis 3,5 Tonnen. Der Monoblockmotor mit OHC-Ventilsteuerung leistete 45 PS.
Nach dem Ersten Weltkrieg wurden zwischen 1924 und 1926 erneut Lastkraftwagen hergestellt. Das Modell K 3 war für 3 Tonnen Nutzlast ausgelegt. Sein Vierzylindermotor leistete 45 PS. Der L 5 mit 4,5 Tonnen Nutzlast hatte einen Zweiblockmotor. Die Fahrzeuge wurden als Lieferwagen, Tankwagen, Sprengwagen, Kipper, Möbeltransporter sowie für Langholztransport karosseriert.